# Minyaspis floridana
Minyaspis floridana is een rankpootkreeftensoort uit de familie van de Oxynaspididae. De wetenschappelijke naam van de soort werd in 1953 voor het eerst geldig gepubliceerd door Henry Augustus Pilsbry.